# Armavir (Rusia)
Armavir (en ruso: Армави́р) es una ciudad, centro administrativo del ókrug urbano de la ciudad de Armavir, en el krai de Krasnodar de Rusia. Está situada en las vertientes septentrionales del Gran Cáucaso, en la orilla izquierda del río Kubán (confluencia con el Urup), 164 km al este de Krasnodar.
La ciudad más cercana es Novokubansk 12 km al noroeste y cerca, al igual que Armavir de la frontera administrativa con el krai de Stávropol.

## Historia

Mapa del río Kuban en el que aparece en la orilla izquierda de su curso medio Armavir

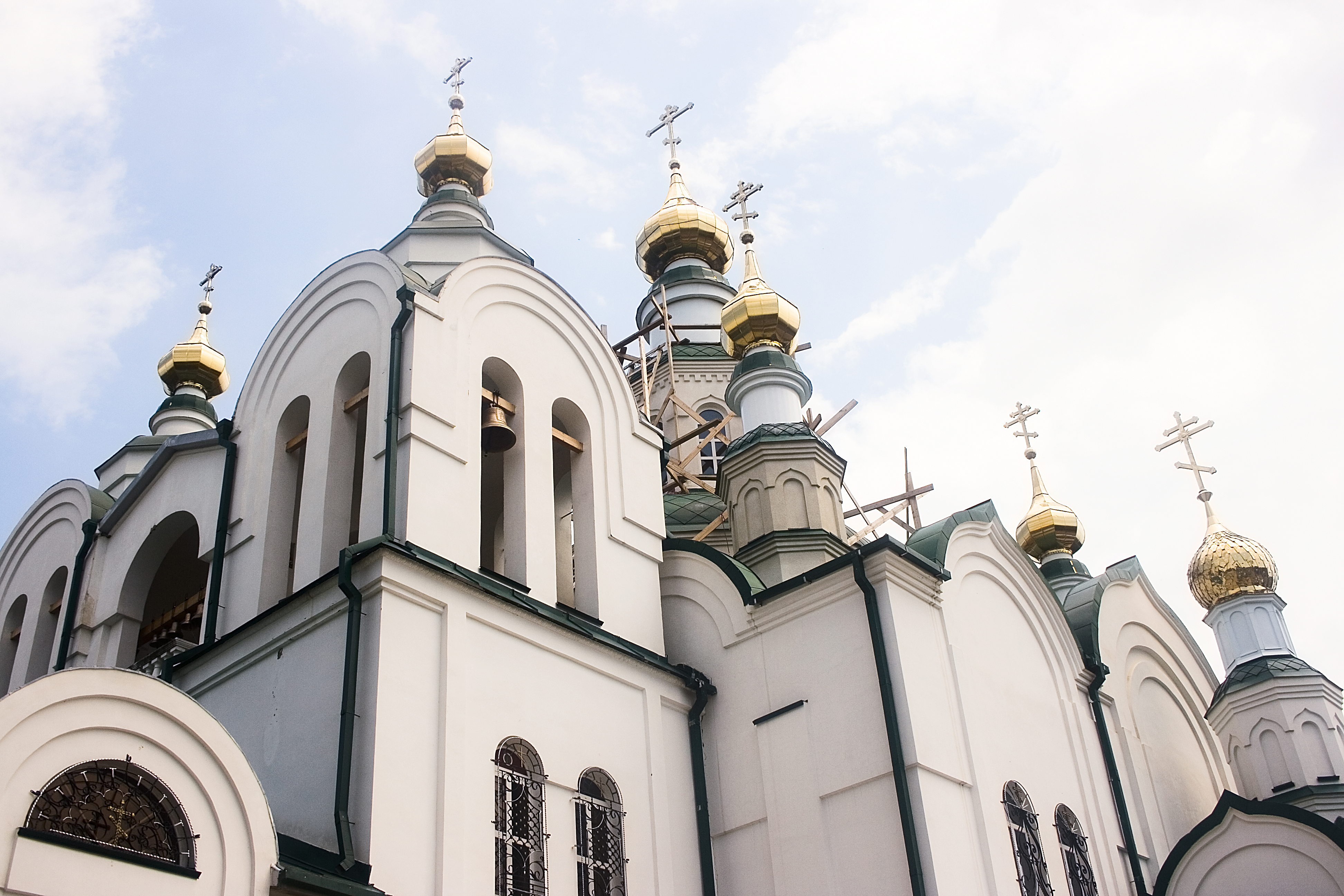
Detalle de la iglesia Sviato Nikolski.

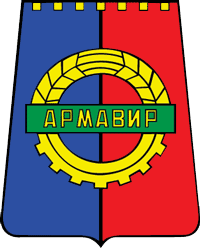
Escudo de Armavir en 1974

La ciudad fue fundada como Armeinski aul (Армянский аул) en 1839 como lugar de reasentamiento de cientos de familias armenias cherkesogái de las montañas de la actual república de Karacháevo-Cherkesia, debido al miedo de estos a la creciente islamización desde finales del siglo XVIII de otros pueblos de la montaña, lo que motivó a los armenios cristianos a reasentarse pidiendo la protección rusa al general Grigori Zass. El asentamiento creció rápidamente debido a la creciente llegada de población armenia y montañeses locales. En 1848 fue renombrado Armavir (Армави́р) como la antigua capital armenia. 
El desarrollo de la localidad gozó de un repunte significativo con la llegada del ferrocarril hacia Vladikavkaz en 1875. En 1876, el aul recibió el estatus de selo. La población, cada vez con un componente ruso más amplio, prosperaba con el comercio de cereales.  En 1888, Armavir fue designada centro administrativo del otdel de Labinsk del óblast de Kubán. A comienzos del siglo XX, la localidad era ya la segunda población más grande de la región del Kubán, tras el puerto de Novorossisk, en el mar Negro. En 1908 se inició la construcción del ferrocarril Armavir-Tuapsé. El 23 de marzo de 1914 recibe el estatus de ciudad.
Durante la Guerra civil rusa y la Intervención militar (1918-1922), la región de Armavir fue escenario de encarnizados combates, cambiando de manos tres veces. El 16 de marzo de 1920 finalmente el poder soviético fue restablecido. 
De 1920 a 1930 fue centro administrativo del raión de Armavir del Óblast de Kubán-Mar Negro y del Krai del Cáucaso Norte. El 7 de agosto de 1930 la ciudad es llevada a la categoría de las ciudades subordinadas directamente al krai. Durante la Gran Guerra Patria fue ocupada desde agosto de 1942 a enero de 1943.
Desde 2005 es el centro de la Ókrug urbano Ciudad de Armavir.

## Demografía
| Gráfica de evolución de Armavir entre 1897 y 2018 |
|                                                   |
| Fuente: Krsdstat                                  |

La mayor parte de los habitantes de Armavir son de etnia rusa (86.8 %) y en segundo lugar de armenios (7.8 %).

## Cultura y lugares de interés

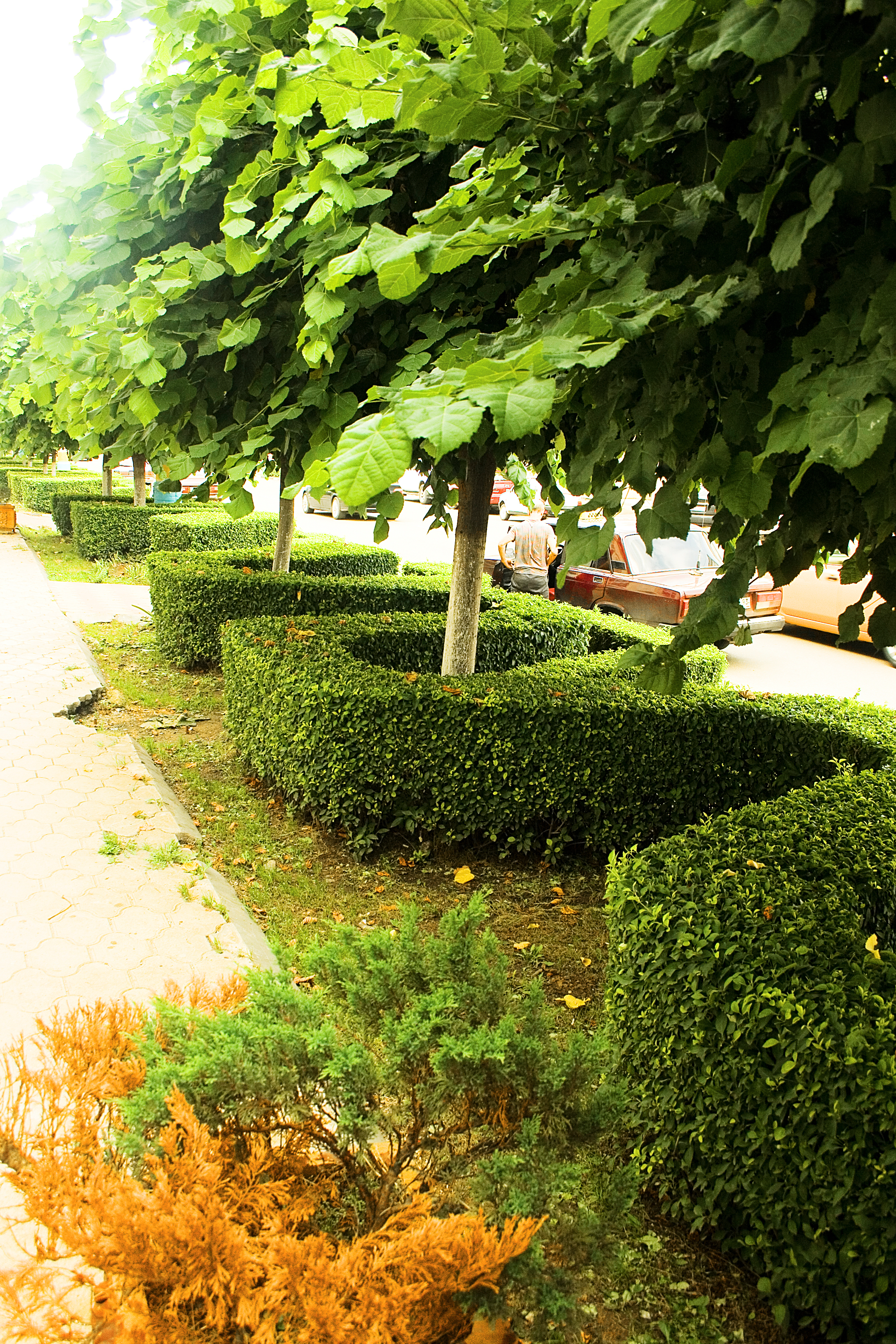
Parque de la localidad.

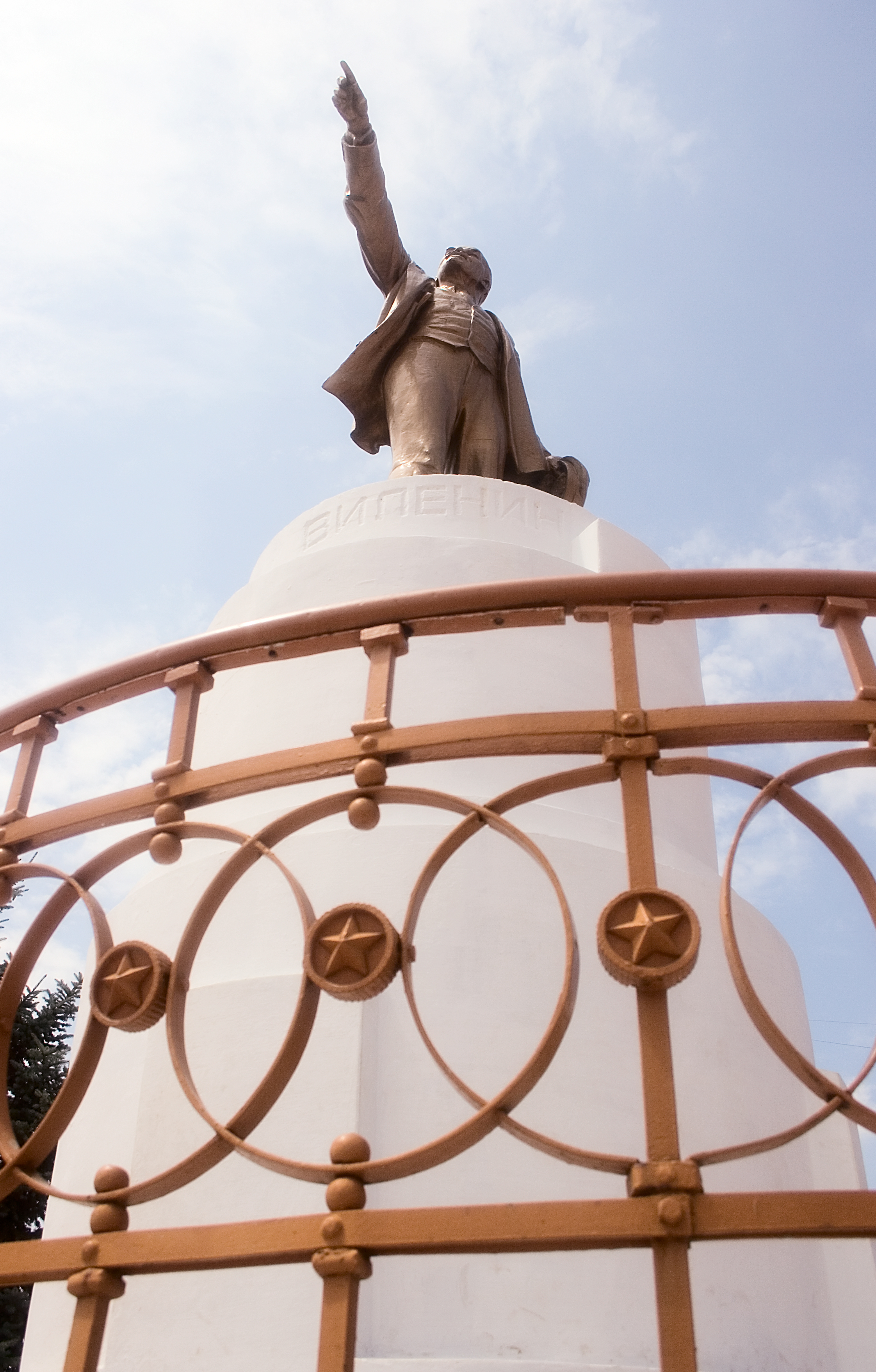
Monumento a Lenin.

Cabe destacar en Armavir la Iglesia apostólica armenia de "San-Astvatsatsin" (Santa Madre de Dios, inicio de la construcción en 1843, consagrada en 1861), la mezquita tártara, la iglesia Sviato Nikolski, varios monumentos artísticos y de historia militar, el Teatro de Drama y Comedia (1908), la casa museo del escritor Sava Dangúlov, el monumento a Vladímir Lenin en la Plaza Central, el monumento a la novela de Mijaíl Bulgákov "El Maestro y Margarita" y el Museo de Armavir.

## Educación

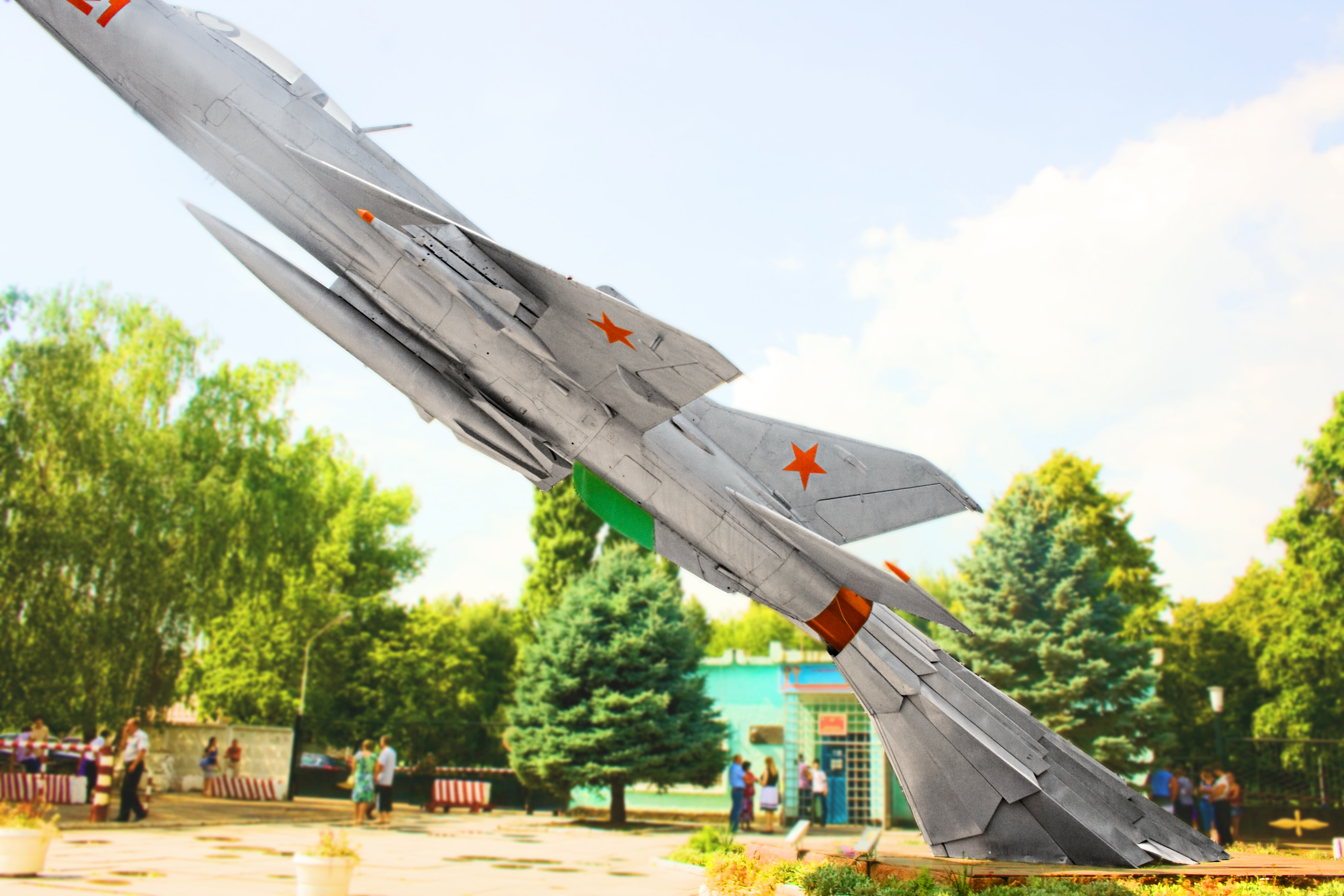
Memorial en Armavir.

En la ciudad de Armavir se encuentran, entre otras, las siguientes instituciones de educación superior:
- Universidad Estatal de Pedagogía de Armavir.
- Instituto Militar de Aviación de Armavir.
- Filial de la Universidad Estatal del Kubán.
- Filial del Instituto de Nuevas Tecnologías y Economía.
- Instituto de Finanzas y Economía de Armavir.

## Economía y transporte
Armavir cuenta con varios establecimientos industriales importantes:
- Fábrica electromecánica Elteza (Элтеза).[3]
- Fábrica electrotécnica.
- Fábrica de construcción mecánica de ferrocarril Armavirski zavod zheleznodrozhnosgo mashinostroyenia (Армавирский завод железнодорожного машиностроения), fundada en 1933.
- Fábrica de caucho AZRI, Armavirski zavod rezinovyj izdeli, AZRI[4]
- Varias industrias agroalimentarias.

Por la ciudad pasa un oleoducto que proviene de Azerbaiyán.
La localidad cuenta con dos estaciones de ferrocarril Armavir-Tuapsinski en la vía hacia Tuapsé y Armavir-Rostovski, que es estación del ferrocarril del Cáucaso Norte (Rostov del Don-Bakú). 
En cuanto al transporte urbano, se basa en una red de trolebuses inaugurada en 1973. Al sur de la localidad pasa la autopista M29 Cáucaso.
Los aeropuertos más cercanos son Stávropol (110 km), Mineralnye Vody (180 km), Krasnodar (200 km).

## Clima
- Clima: continental templado
- Vientos predominantes del sureste y este. La velocidad media del viento es de 4.9 m/s.

| Parámetros climáticos promedio de Armavir (1936-2012) | Parámetros climáticos promedio de Armavir (1936-2012) | Parámetros climáticos promedio de Armavir (1936-2012) | Parámetros climáticos promedio de Armavir (1936-2012) | Parámetros climáticos promedio de Armavir (1936-2012) | Parámetros climáticos promedio de Armavir (1936-2012) | Parámetros climáticos promedio de Armavir (1936-2012) | Parámetros climáticos promedio de Armavir (1936-2012) | Parámetros climáticos promedio de Armavir (1936-2012) | Parámetros climáticos promedio de Armavir (1936-2012) | Parámetros climáticos promedio de Armavir (1936-2012) | Parámetros climáticos promedio de Armavir (1936-2012) | Parámetros climáticos promedio de Armavir (1936-2012) | Parámetros climáticos promedio de Armavir (1936-2012) |
| Mes                                                   | Ene.                                                  | Feb.                                                  | Mar.                                                  | Abr.                                                  | May.                                                  | Jun.                                                  | Jul.                                                  | Ago.                                                  | Sep.                                                  | Oct.                                                  | Nov.                                                  | Dic.                                                  | Anual                                                 |
| ----------------------------------------------------- | ----------------------------------------------------- | ----------------------------------------------------- | ----------------------------------------------------- | ----------------------------------------------------- | ----------------------------------------------------- | ----------------------------------------------------- | ----------------------------------------------------- | ----------------------------------------------------- | ----------------------------------------------------- | ----------------------------------------------------- | ----------------------------------------------------- | ----------------------------------------------------- | ----------------------------------------------------- |
| Temp. máx. abs. (°C)                                  | 16.7                                                  | 23.6                                                  | 31.0                                                  | 36.8                                                  | 35.1                                                  | 39.8                                                  | 40.5                                                  | 41.1                                                  | 40.0                                                  | 36.3                                                  | 26.6                                                  | 21.1                                                  | 42.0                                                  |
| Temp. máx. media (°C)                                 | 2.2                                                   | 3.8                                                   | 9.6                                                   | 17.8                                                  | 23.0                                                  | 26.9                                                  | 30.0                                                  | 29.5                                                  | 24.4                                                  | 17.3                                                  | 10.2                                                  | 4.4                                                   | 16.7                                                  |
| Temp. media (°C)                                      | -2.2                                                  | -1.1                                                  | 3.6                                                   | 11.2                                                  | 16.5                                                  | 20.3                                                  | 23.1                                                  | 22.5                                                  | 17.3                                                  | 10.9                                                  | 5.0                                                   | 0.3                                                   | 10.7                                                  |
| Temp. mín. media (°C)                                 | -5.4                                                  | -4.4                                                  | -0.5                                                  | 5.8                                                   | 10.6                                                  | 14.2                                                  | 16.7                                                  | 16.1                                                  | 11.6                                                  | 6.3                                                   | 1.7                                                   | -2.6                                                  | 5.9                                                   |
| Temp. mín. abs. (°C)                                  | -33.2                                                 | -30.6                                                 | -24.4                                                 | -9.0                                                  | -2.6                                                  | 1.5                                                   | 7.8                                                   | 4.4                                                   | -3.4                                                  | -9.6                                                  | -24.1                                                 | -28.0                                                 | -33.2                                                 |
| Precipitación total (mm)                              | 35.2                                                  | 31.0                                                  | 36.1                                                  | 47.8                                                  | 70.5                                                  | 81.0                                                  | 57.4                                                  | 56.9                                                  | 44.5                                                  | 53.5                                                  | 47.9                                                  | 40.7                                                  | 602.7                                                 |
| Días de precipitaciones (≥ 1 mm)                      | 11.3                                                  | 9.8                                                   | 11.1                                                  | 11.3                                                  | 11.9                                                  | 11.3                                                  | 9.0                                                   | 8.9                                                   | 8.4                                                   | 9.7                                                   | 10.7                                                  | 11.6                                                  | 124.8                                                 |
| Horas de sol                                          | 94                                                    | 113                                                   | 156                                                   | 191                                                   | 255                                                   | 280                                                   | 310                                                   | 286                                                   | 229                                                   | 174                                                   | 109                                                   | 79                                                    | 2276                                                  |
| Fuente: climatebase.ru                                |                                                       |                                                       |                                                       |                                                       |                                                       |                                                       |                                                       |                                                       |                                                       |                                                       |                                                       |                                                       |                                                       |

## Deportes
El FC Torpedo Armavir es un club de fútbol de la ciudad fundado en 1960. Juega en la Segunda División de Rusia.

## Instalaciones militares
Las Fuerzas Armadas de Rusia mantienen un radar antimisiles del sistema de alerta temprana en Armavir.

## Personalidades
- Aleksándr Kúsikov (1896-1977), poeta imaginista y escritor de novelas ruso.
- Oksana Liapina (n.1980), gimnasta deportiva rusa.
- Nikita Simonián (n.1926), futbolista soviético.
- Konstantín Orbelián (n.1928), pianista, director y compositor soviético armenio.
- Valentina Tolkunova (n.1946-2010), cantante soviética y rusa.
- Igor Froyánov (n.1936), historiador soviético y ruso.
- Liudmila Chernova (n.1955), campeona olímpica de atletismo.
- Sava Dangúlov (1912-1989, escritor ruso y soviético.
- Dmitri Barsuk (n.1980), jugador de voleibol.

## Ciudades hermanadas
- Armavir - Armenia
- Gomel - Bielorrusia